# Yanga Princess Sports Club
Maillots
Le Yanga Princess Sports Club est un club féminin de football tanzanien basé à Dar es Salam. C'est la section féminine du Young Africans SC.

## Histoire
L'équipe est créée le 25 octobre 2017 et évolue en première division depuis 2018-2019. Après deux saisons achevées en milieu de classement, le club échoue à la deuxième place du championnat en 2020-2021 derrière les Simba Queens.
Yanga termine troisième de la saison 2023-2024 derrière les deux locomotives du football féminin tanzanien : les Simba Queens et les JKT Queens.
En 2024, Yanga perd en finale du Community Shield face aux JKT Queens (0-1).
Les Yanga Princesses disputent le derby de Dar face aux Simba Queens.